# Université Asbury
Pour les articles homonymes, voir Asbury.
L'université Asbury (en anglais : Asbury University) est une université privée américaine située à Wilmore dans le Kentucky.

## Historique
Affilié au mouvement de sanctification (branche du méthodisme), et fondé en 1890 sous le nom de Kentucky Holiness College, l'établissement a ensuite pris le nom de Asbury College, en référence à Francis Asbury, un évêque de l'église méthodiste épiscopale des États-Unis. L'université porte son nom actuel depuis le 5 mars 2010.
Elle a été le théâtre de nombreux réveils, dont celui de 2023.

## Source
- (en) Cet article est partiellement ou en totalité issu de l’article de Wikipédia en anglais intitulé « Asbury University » (voir la liste des auteurs).